# Miglos
Miglos är en kommun i departementet Ariège i regionen Occitanien i södra Frankrike. Kommunen ligger  i kantonen Tarascon-sur-Ariège som ligger i arrondissementet Foix. År 2022 hade Miglos 132 invånare.

## Befolkningsutveckling
Antalet invånare i kommunen Miglos
Referens: INSEE

## Galleri

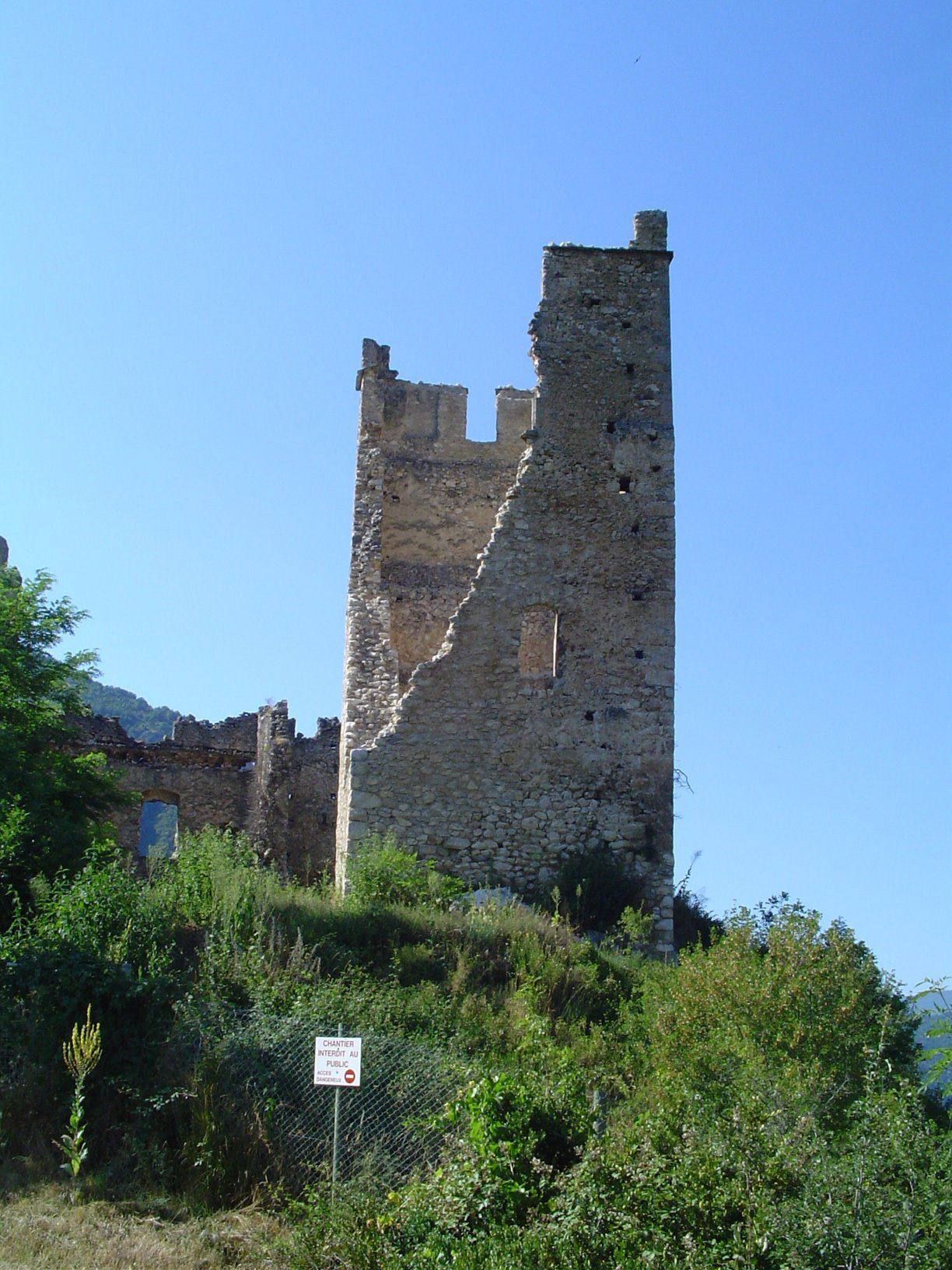
Château de Miglos
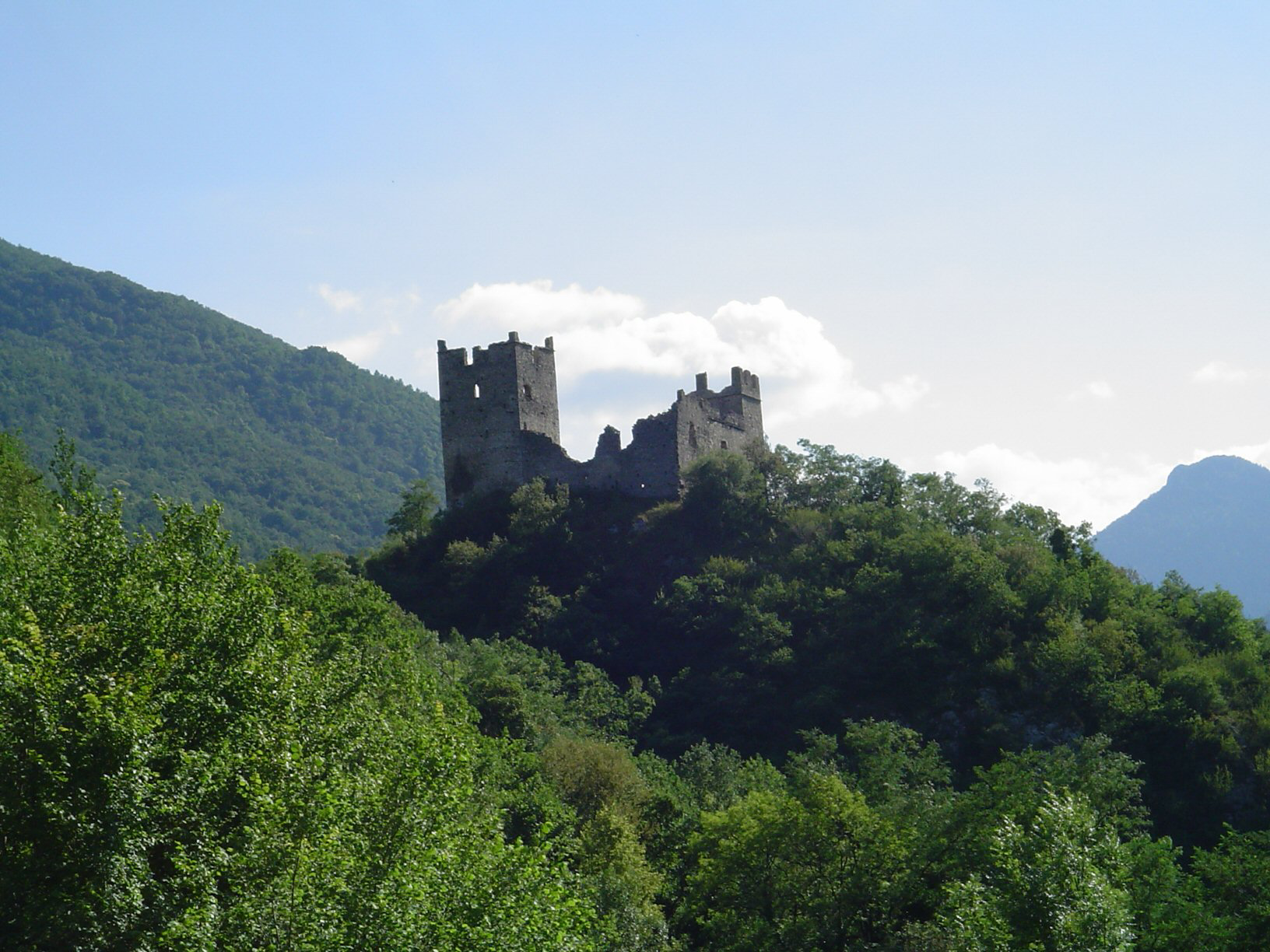
Château de Miglos